# Веэнсалу, Яанус
Яанус Веэнсалу (эст. Jaanus Veensalu; 29 июля 1964, Пярну) — советский и эстонский футболист, защитник. Выступал за национальную сборную Эстонии.

## Биография

### Клубная карьера
В советский период выступал за коллективы физкультуры в первенстве Эстонской ССР, в том числе за «Рыбокомбинат» из Пярну. Дважды (1988, 1990) становился обладателем Кубка Эстонской ССР. В 1991 году играл в одном из низших дивизионов Финляндии.
В 1992 году дебютировал в высшей лиге независимого чемпионата Эстонии в составе клуба «Пярну ЯК». Перед началом сезона 1992/93 перешёл в таллинскую «Флору», где провёл два неполных сезона, завоёвывал золотые и серебряные медали чемпионата.
В ходе сезона 1993/94 вернулся в Пярну и играл за местные команды в высшем дивизионе и низших лигах. В 1994 году короткое время снова выступал в Финляндии. В конце карьеры играл за таллинский «Ээсти Коондис» — команду, за которую выступали ветераны сборной Эстонии.
Всего в высшем дивизионе Эстонии сыграл 33 матча.

### Карьера в сборной
Участвовал в неофициальных матчах сборной Эстонии в 1991 году в рамках Кубка Балтии.
Первый официальный матч за национальную сборную сыграл 11 июля 1992 года против Литвы, выйдя на замену в перерыве вместо Сергея Ратникова. Последнюю игру провёл 2 июня 1993 года против Шотландии. Всего на счету защитника 6 официальных матчей за сборную Эстонии (ни один из которых не отыграл полностью), голов не забивал.

## Достижения
- Чемпион Эстонии: 1993/94
- Серебряный призёр чемпионата Эстонии: 1992/93
- Обладатель Кубка Эстонской ССР: 1988, 1990

## Личная жизнь
Сын Энрико (род. 1999) тоже футболист, выступает за «Вапрус» (Пярну) на позиции крайнего полузащитника.